# Dieter Auch
Dieter Auch (ur. 12 kwietnia 1941 w Stuttgarcie) – niemiecki polityk należący do Socjaldemokratycznej Partii Niemiec (SPD).

## Życiorys
Od 4 listopada 1980 do 29 marca 1983 był deputowanym do Bundestagu z ramienia SPD. Wybrany został z list w Badenii – Wirtembergii.